# Patrulaterul Boemiei
Patrulaterul Boemiei este o unitate majoră de relief din Europa Centrală. Include Podișul Boemiei, încadrat la sud-vest de Munții Pădurea Boemiei la nord-est de Munții Sudeți la nord-vest de Munții Metaliferi și la sud-vest de Colinele Ceho-Morave.
S-a format în timpul Orogenezei Hercinice.